# Ченади
Ченади је насеље у Италији у округу Катанцаро, региону Калабрија.
Према процени из 2011. у насељу је живело 504 становника. Насеље се налази на надморској висини од 524 м.

## Становништво
Према резултатима пописа становништва 2011. у општини је живело 598 становника.
| 1951. | 1961. | 1971. | 1981. | 1991. | 2001. | 2011. |
| ----- | ----- | ----- | ----- | ----- | ----- | ----- |
| 1.211 | 1.146 | 1.114 | 916   | 771   | 649   | 598   |